# Campeonato Sul-Americano de Atletismo Júnior de 1961
O Campeonato Sul-Americano de Atletismo Júnior de 1961 foi a 3ª edição da competição de atletismo organizada pela CONSUDATLE para atletas com menos de vinte anos, classificados como júnior ou sub-20. O evento foi realizado em Santa Fé na Argentina, entre 15 e 16 de outubro de 1961. O campeonato contou com cerca de 56 participantes de  cinco nacionalidades, com destaque para a Argentina com 17 medalhas no total sendo 7 de ouro.

## Medalhistas
Esses foram os resultados do campeonato.
| Evento                 | Ouro                    | Ouro   | Prata                    | Prata  | Bronze                    | Bronze |
| ---------------------- | ----------------------- | ------ | ------------------------ | ------ | ------------------------- | ------ |
| 100 metros             | Iván Moreno (CHI)       | 10.7   | Juan Byers (CHI)         | 10.7   | Juan Hasegawa (PER)       | 10.8   |
| 200 metros             | Iván Moreno (CHI)       | 22.1   | Gerardo Di Tolla (PER)   | 22.2   | Juan Byers (CHI)          | 22.2   |
| 400 metros             | López Medrano (ARG)     | 50.7   | Jaime Vega (CHI)         | 50.9   | Jorge Vilaboa (URU)       | NTT    |
| 800 metros             | Jaime Vega (CHI)        | 1:58.8 | Luis Alarcón (CHI)       | 1:59.6 | Rogelio Rodríguez (ARG)   | 1:59.8 |
| 1 500 metros           | Luis Alarcón (CHI)      | 4:07.8 | Hugo Roldán (ARG)        | 4:10.5 | Mario Cutropia (ARG)      | 4:11.8 |
| 3 000 metros           | Mario Cutropia (ARG)    | 9:07.2 | Horácio Ferreira (BRA)   | 9:17.2 | José Pincheire (BRA)      | 9:27.0 |
| 110 metros barreiras   | Hildemar Cimolini (ARG) | 15.2   | Guillermo Vallanía (ARG) | 15.3   | João Gonzales (BRA)       | 15.7   |
| 400 metros barreiras   | João Gonzales (BRA)     | 57.4   | Manuel Jordán (CHI)      | 58.5   | Santiago Gordon (CHI)     | 58.8   |
| 4×100 metros estafetas | Argentina               | 43.4   | Peru                     | 43.9   | Brasil                    | 44.2   |
| 4×400 metros estafetas | Chile                   | 3:29.0 | Argentina                | 3:29.8 | Brasil                    | 3:32.0 |
| Salto em altura        | Roberto Abugattás (PER) | 1.85   | José Barros (BRA)        | 1.80   | Luis Cornaglia (ARG)      | 1.75   |
| Salto com vara         | Geraldo Morandé (CHI)   | 3.60   | Daniel Argoitía (ARG)    | 3.60   | Eduardo Nakayama (BRA)    | 3.40   |
| Salto em comprimento   | Julián Méndez (ARG)     | 6.78   | Carlos Ermter (CHI)      | 6.57   | Jauro Koga (BRA)          | 6.51   |
| Salto triplo           | Iván Moreno (CHI)       | 14.33  | Herbert da Silva (BRA)   | 13.94  | Arturo Arancibia (ARG)    | 13.50  |
| Arremesso de peso      | José Vallejo (ARG)      | 12.91  | Cláudio Romanini (BRA)   | 12.59  | Ramón García (CHI)        | 12.28  |
| Lançamento de disco    | Gilberto Matusiak (BRA) | 47.98  | Cláudio Romanini (BRA)   | 46.67  | Miguel Gesto (URU)        | 44.28  |
| Lançamento do martelo  | Hugo Grazioli (ARG)     | 49.77  | José Vallejo (ARG)       | 48.97  | Hugo Peña (CHI)           | 47.84  |
| Lançamento do dardo    | José Denis (PER)        | 53.92  | Héctor Ramos (ARG)       | 51.50  | Patricio Etcheverry (CHI) | 49.90  |

## Quadro de medalhas (não oficial)
| Ordem | País      | Medalha de ouro | Medalha de prata | Medalha de bronze | Total |
| ----- | --------- | --------------- | ---------------- | ----------------- | ----- |
| 1     | Argentina | 7               | 6                | 4                 | 17    |
| 2     | Chile     | 7               | 5                | 5                 | 17    |
| 3     | Brasil    | 2               | 5                | 6                 | 13    |
| 4     | Peru      | 2               | 2                | 1                 | 5     |
| 5     | Uruguai   | 0               | 0                | 2                 | 2     |